# Ulrich Busse (Anglist)
Ulrich Busse (* 1959) ist ein deutscher Sprachwissenschaftler. Er hat die Professur für englische Sprachwissenschaft an der Martin-Luther-Universität Halle-Wittenberg inne.

## Leben
Ulrich Busse studierte von 1978 bis 1984 Englisch, Kunsterziehung und Pädagogik/Psychologie an der Universität Paderborn und 1980/1981 mit einem Stipendium des DAAD an der University of Dundee. Er legte 1984 das erste Staatsexamen für das Lehramt der Sekundarstufen II und I ab. Von 1984 bis 1988 war er wissenschaftlicher Mitarbeiter von Broder Carstensen an dessen DFG-Forschungsprojekt Anglizismen-Wörterbuch. Von 1989 bis 1993 war er wissenschaftlicher Mitarbeiter am Lehrstuhl anglistische/amerikanische Sprachwissenschaft von Prof. Carstensen, eigene Lehrtätigkeit sowie weitere Mitarbeit am o. g. Forschungsprojekt. Nach dem Tod von Prof. Carstensen eigenverantwortliche führte er von 1992 bis 1995 das o. g. Forschungsprojektes fort und schloss e ab sowie eigene Lehrtätigkeit. Von 1993 bis 1994 vertrat er eine akademische Ratsstelle an der Universität Paderborn im Bereich Sprachlehr/-lernforschung, Didaktik der englischen Sprache. Nach der Promotion 1993 zum Dr. phil. (Universität Paderborn) Anglizismen im Duden – Eine Untersuchung zur Darstellung englischen Wortguts in den Ausgaben des Rechtschreibdudens von 1880–1986 vertrat er von 1994 bis 1995 eine akademische Ratsstelle an der Universität Osnabrück im Bereich Anglistik/Sprachwissenschaft. Von 1995 bis 2000 war er wissenschaftlicher Assistent an der Universität Osnabrück im Bereich Anglistik/Sprachwissenschaft. Von 2000 bis 2001	verwaltete er den Lehrstuhl Anglistik/Sprachwissenschaft (Oliver Grannis) an der Universität Osnabrück. Nach der Habilitation 2001 zum PD Dr. phil. habil. (Universität Osnabrück) The function of linguistic variation in the Shakespeare Corpus: a study of the morpho-syntactic variability of the address pronouns and their socio-historical and pragmatic implications lehrt er seit 2001 als Universitätsprofessor für Anglistik/Sprachwissenschaft an der Martin-Luther-Universität Halle-Wittenberg.

## Forschungsschwerpunkte
Seine Forschungsschwerpunkte sind die Sprachkontaktforschung und die Lexikographie.

## Schriften (Auswahl)
- Anglizismen im Duden. Eine Untersuchung zur Darstellung englischen Wortguts in den Ausgaben des Rechtschreibdudens von 1880–1986 (= Reihe Germanistische Linguistik. Band 139). Niemeyer, Tübingen 1993, ISBN 3-484-31139-8 (zugleich Dissertation, Paderborn 1993).
- Linguistic variation in the Shakespeare corpus. Morpho-syntactic variability of second person pronouns (= Pragmatics & beyond. New series. Band 106). Benjamins, Amsterdam/Philadelphia 2002, ISBN 90-272-5346-3 (zugleich Habilitationsschrift, Osnabrück 2001).